# 216P/LINEAR
216 LINEAR è una cometa periodica appartenente alla famiglia delle comete gioviane. La cometa è stata scoperta dal programma di ricerca astronomica LINEAR: inizialmente è stata ritenuta un asteroide e come tale denominata 2001 CV8, il 4 febbraio 2001 si è scoperto che era una cometa: la sua riscoperta il 19 febbraio 2009 ha permesso di numerarla.
Unica particolarità della cometa è di avere una MOID col pianeta Giove di sole 0,166 UA: in futuro questa particolarità potrà portare Giove a cambiare, anche drasticamente, l'orbita della cometa.